# روپولو
روپولو (به ایتالیایی: Roppolo) یک کومونه در ایتالیا است که در استان بیه‌لا واقع شده‌است.

## خصوصیات
روپولو ۸٫۷ کیلومترمربع مساحت و ۹۳۴ نفر جمعیت دارد و ۳۰۷ متر بالاتر از سطح دریا واقع شده‌است.